# ECHL 2012/13
Die Saison 2012/13 war die 25. reguläre Saison der ECHL. Die 23 Teams bestritten in der regulären Saison je 72 Begegnungen. Das punktbeste Team der regulären Saison waren die Alaska Aces. Die Reading Royals setzten sich in der Playoff-Finalserie gegen die Stockton Thunder durch und gewannen erstmals den Kelly Cup.

## Teamänderungen
Folgende Änderungen wurden vor Beginn der Saison vorgenommen:
- Die Chicago Express stellten den Spielbetrieb ein.
- Die Evansville IceMen aus der Central Hockey League wurden als Expansionsteam in die Liga aufgenommen.
- Die Fort Wayne Komets aus der Central Hockey League wurden als Expansionsteam in die Liga aufgenommen.
- Die Orlando Solar Bears wurden als Expansionsteam in die Liga aufgenommen.
- Die San Francisco Bulls wurden als Expansionsteam in die Liga aufgenommen.

## Reguläre Saison

### Abschlusstabellen
Abkürzungen: GP = Spiele, W = Siege, L = Niederlagen, OTL = Niederlage nach Overtime, SOL = Niederlage nach Shootout, GF = Erzielte Tore, GA = Gegentore, Pts = Punkte

#### Western Conference
| Mountain Division | GP | W  | L  | OTL | SOL | GF  | GA  | Pts |
| ----------------- | -- | -- | -- | --- | --- | --- | --- | --- |
| Alaska Aces       | 72 | 49 | 15 | 4   | 4   | 228 | 172 | 106 |
| Idaho Steelheads  | 72 | 45 | 20 | 1   | 6   | 262 | 198 | 97  |
| Colorado Eagles   | 72 | 34 | 31 | 3   | 4   | 239 | 224 | 75  |
| Utah Grizzlies    | 72 | 29 | 30 | 4   | 9   | 217 | 277 | 71  |

| Pacific Division    | GP | W  | L  | OTL | SOL | GF  | GA  | Pts |
| ------------------- | -- | -- | -- | --- | --- | --- | --- | --- |
| Ontario Reign       | 72 | 46 | 19 | 3   | 4   | 246 | 192 | 99  |
| Stockton Thunder    | 72 | 37 | 26 | 5   | 4   | 223 | 216 | 83  |
| Las Vegas Wranglers | 72 | 37 | 30 | 2   | 3   | 196 | 192 | 79  |
| San Francisco Bulls | 72 | 25 | 38 | 2   | 7   | 191 | 252 | 59  |
| Bakersfield Condors | 72 | 22 | 44 | 2   | 4   | 171 | 247 | 50  |

#### Eastern Conference
| Atlantic Division | GP | W  | L  | OTL | SOL | GF  | GA  | Pts |
| ----------------- | -- | -- | -- | --- | --- | --- | --- | --- |
| Reading Royals    | 72 | 46 | 19 | 3   | 4   | 246 | 185 | 99  |
| Elmira Jackals    | 72 | 40 | 25 | 3   | 4   | 247 | 220 | 87  |
| Wheeling Nailers  | 72 | 31 | 29 | 3   | 9   | 193 | 225 | 74  |
| Trenton Titans    | 72 | 32 | 32 | 4   | 4   | 226 | 247 | 72  |

| North Division      | GP | W  | L  | OTL | SOL | GF  | GA  | Pts |
| ------------------- | -- | -- | -- | --- | --- | --- | --- | --- |
| Cincinnati Cyclones | 72 | 42 | 22 | 5   | 3   | 227 | 195 | 92  |
| Toledo Walleye      | 72 | 37 | 26 | 5   | 4   | 224 | 195 | 83  |
| Kalamazoo Wings     | 72 | 34 | 30 | 4   | 4   | 205 | 215 | 76  |
| Fort Wayne Komets   | 72 | 33 | 35 | 1   | 3   | 205 | 246 | 70  |
| Evansville IceMen   | 72 | 25 | 40 | 3   | 4   | 207 | 272 | 57  |

| South Division           | GP | W  | L  | OTL | SOL | GF  | GA  | Pts |
| ------------------------ | -- | -- | -- | --- | --- | --- | --- | --- |
| Gwinnett Gladiators      | 72 | 43 | 26 | 2   | 1   | 211 | 191 | 89  |
| Florida Everblades       | 72 | 39 | 22 | 4   | 7   | 260 | 241 | 89  |
| South Carolina Stingrays | 72 | 38 | 26 | 5   | 3   | 198 | 171 | 84  |
| Greenville Road Warriors | 72 | 36 | 28 | 2   | 6   | 226 | 219 | 80  |
| Orlando Solar Bears      | 72 | 28 | 37 | 3   | 4   | 197 | 253 | 63  |

### Beste Scorer
Abkürzungen: GP = Spiele, G = Tore, A = Assists, Pts = Punkte, PIM = Strafminuten
| Spieler              | Team                                        | GP | G  | A  | Pts | PIM |
| -------------------- | ------------------------------------------- | -- | -- | -- | --- | --- |
| Mathieu Roy          | Florida Everblades                          | 69 | 38 | 51 | 89  | 97  |
| Michael Forney       | Colorado Eagles                             | 71 | 35 | 44 | 79  | 110 |
| Jacob Cepis          | Idaho Steelheads Trenton Titans             | 66 | 25 | 51 | 76  | 91  |
| Matthew Pistilli     | Florida Everblades South Carolina Stingrays | 74 | 25 | 50 | 75  | 47  |
| Casey Pierro-Zabotel | Gwinnett Gladiators                         | 66 | 22 | 53 | 75  | 30  |
| Brandon Marino       | Fort Wayne Komets                           | 71 | 20 | 54 | 74  | 52  |
| Yannick Tifu         | Reading Royals                              | 72 | 27 | 45 | 72  | 84  |
| Nick Mazzolini       | Alaska Aces                                 | 68 | 36 | 35 | 71  | 66  |
| Kyle Kraemer         | Ontario Reign                               | 71 | 30 | 41 | 71  | 85  |
| Andrew Rowe          | Elmira Jackals                              | 66 | 28 | 43 | 71  | 43  |

## Kelly-Cup-Playoffs

### Playoff-Baum
|  | Conference-Viertelfinale | Conference-Viertelfinale | Conference-Viertelfinale |                     |                     | Conference-Halbfinale | Conference-Halbfinale | Conference-Halbfinale |  |  | Conference-Finale | Conference-Finale | Conference-Finale |  |  | Kelly-Cup-Finale | Kelly-Cup-Finale | Kelly-Cup-Finale |
|  |                          |                          |                          |                     |                     |                       |                       |                       |  |  |                   |                   |                   |  |  |                  |                  |                  |
|  | W1                       | Alaska Aces              | 4                        |                     |                     |                       |                       |                       |  |  |                   |                   |                   |  |  |                  |                  |                  |
|  | W8                       | San Francisco Bulls      | 1                        |                     |                     |                       |                       |                       |  |  |                   |                   |                   |  |  |                  |                  |                  |
|  | W8                       | San Francisco Bulls      | 1                        | W1                  | Alaska Aces         | 2                     |                       |                       |  |  |                   |                   |                   |  |  |                  |                  |                  |
|  |                          |                          |                          | W1                  | Alaska Aces         | 2                     |                       |                       |  |  |                   |                   |                   |  |  |                  |                  |                  |
|  |                          |                          | W4                       | Stockton Thunder    | 4                   |                       |                       |                       |  |  |                   |                   |                   |  |  |                  |                  |                  |
|  | W4                       | Stockton Thunder         | W4                       | Stockton Thunder    | 4                   | 4                     |                       |                       |  |  |                   |                   |                   |  |  |                  |                  |                  |
|  | W4                       | Stockton Thunder         |                          |                     |                     | 4                     |                       |                       |  |  |                   |                   |                   |  |  |                  |                  |                  |
|  | W5                       | Las Vegas Wranglers      | 3                        |                     |                     |                       |                       |                       |  |  |                   |                   |                   |  |  |                  |                  |                  |
|  | W5                       | Las Vegas Wranglers      | 3                        | W4                  | Stockton Thunder    | 4                     |                       |                       |  |  |                   |                   |                   |  |  |                  |                  |                  |
|  |                          |                          |                          | W4                  | Stockton Thunder    | 4                     |                       |                       |  |  |                   |                   |                   |  |  |                  |                  |                  |
|  |                          | W3                       | Idaho Steelheads         | 1                   |                     |                       |                       |                       |  |  |                   |                   |                   |  |  |                  |                  |                  |
|  | W2                       | W3                       | Idaho Steelheads         | 1                   | Ontario Reign       | 4                     |                       |                       |  |  |                   |                   |                   |  |  |                  |                  |                  |
|  | W2                       |                          |                          |                     | Ontario Reign       | 4                     |                       |                       |  |  |                   |                   |                   |  |  |                  |                  |                  |
|  | W7                       | Utah Grizzlies           | 0                        |                     |                     |                       |                       |                       |  |  |                   |                   |                   |  |  |                  |                  |                  |
|  | W7                       | Utah Grizzlies           | 0                        | W2                  | Ontario Reign       | 2                     |                       |                       |  |  |                   |                   |                   |  |  |                  |                  |                  |
|  |                          |                          |                          | W2                  | Ontario Reign       | 2                     |                       |                       |  |  |                   |                   |                   |  |  |                  |                  |                  |
|  |                          |                          | W3                       | Idaho Steelheads    | 4                   |                       |                       |                       |  |  |                   |                   |                   |  |  |                  |                  |                  |
|  | W3                       | Idaho Steelheads         | W3                       | Idaho Steelheads    | 4                   | 4                     |                       |                       |  |  |                   |                   |                   |  |  |                  |                  |                  |
|  | W3                       | Idaho Steelheads         |                          |                     |                     |                       |                       |                       |  |  |                   |                   |                   |  |  |                  |                  |                  |
|  | W6                       | Colorado Eagles          | 2                        |                     |                     |                       |                       |                       |  |  |                   |                   |                   |  |  |                  |                  |                  |
|  | W6                       | Colorado Eagles          | 2                        | W4                  | Stockton Thunder    | 1                     |                       |                       |  |  |                   |                   |                   |  |  |                  |                  |                  |
|  |                          |                          |                          |                     |                     |                       |                       |                       |  |  |                   |                   |                   |  |  |                  |                  |                  |
|  |                          | E1                       | Reading Royals           | 4                   |                     |                       |                       |                       |  |  |                   |                   |                   |  |  |                  |                  |                  |
|  | E1                       | E1                       | Reading Royals           | 4                   | Reading Royals      | 4                     |                       |                       |  |  |                   |                   |                   |  |  |                  |                  |                  |
|  | E1                       |                          |                          |                     | Reading Royals      | 4                     |                       |                       |  |  |                   |                   |                   |  |  |                  |                  |                  |
|  | E8                       | Greenville Road Warriors | 2                        |                     |                     |                       |                       |                       |  |  |                   |                   |                   |  |  |                  |                  |                  |
|  | E8                       | Greenville Road Warriors | 2                        | E1                  | Reading Royals      | 4                     |                       |                       |  |  |                   |                   |                   |  |  |                  |                  |                  |
|  |                          |                          |                          | E1                  | Reading Royals      | 4                     |                       |                       |  |  |                   |                   |                   |  |  |                  |                  |                  |
|  |                          |                          | E4                       | Florida Everblades  | 3                   |                       |                       |                       |  |  |                   |                   |                   |  |  |                  |                  |                  |
|  | E4                       | Florida Everblades       | E4                       | Florida Everblades  | 3                   | 4                     |                       |                       |  |  |                   |                   |                   |  |  |                  |                  |                  |
|  | E4                       | Florida Everblades       |                          |                     |                     | 4                     |                       |                       |  |  |                   |                   |                   |  |  |                  |                  |                  |
|  | E5                       | Elmira Jackals           | 2                        |                     |                     |                       |                       |                       |  |  |                   |                   |                   |  |  |                  |                  |                  |
|  | E5                       | Elmira Jackals           | 2                        | E1                  | Reading Royals      | 4                     |                       |                       |  |  |                   |                   |                   |  |  |                  |                  |                  |
|  |                          |                          |                          | E1                  | Reading Royals      | 4                     |                       |                       |  |  |                   |                   |                   |  |  |                  |                  |                  |
|  |                          | E2                       | Cincinnati Cyclones      | 1                   |                     |                       |                       |                       |  |  |                   |                   |                   |  |  |                  |                  |                  |
|  | E2                       | E2                       | Cincinnati Cyclones      | 1                   | Cincinnati Cyclones | 4                     |                       |                       |  |  |                   |                   |                   |  |  |                  |                  |                  |
|  | E2                       |                          |                          |                     |                     |                       |                       |                       |  |  |                   |                   |                   |  |  |                  |                  |                  |
|  | E7                       | Toledo Walleye           | 2                        |                     |                     |                       |                       |                       |  |  |                   |                   |                   |  |  |                  |                  |                  |
|  | E7                       | Toledo Walleye           | 2                        | E2                  | Cincinnati Cyclones | 4                     |                       |                       |  |  |                   |                   |                   |  |  |                  |                  |                  |
|  |                          |                          |                          | E2                  | Cincinnati Cyclones | 4                     |                       |                       |  |  |                   |                   |                   |  |  |                  |                  |                  |
|  |                          |                          | E3                       | Gwinnett Gladiators | 2                   |                       |                       |                       |  |  |                   |                   |                   |  |  |                  |                  |                  |
|  | E3                       | Gwinnett Gladiators      | E3                       | Gwinnett Gladiators | 2                   | 4                     |                       |                       |  |  |                   |                   |                   |  |  |                  |                  |                  |
|  | E3                       | Gwinnett Gladiators      |                          |                     |                     |                       |                       |                       |  |  |                   |                   |                   |  |  |                  |                  |                  |
|  | E6                       | South Carolina Stingrays | 0                        |                     |                     |                       |                       |                       |  |  |                   |                   |                   |  |  |                  |                  |                  |

### Kelly-Cup-Sieger
| Kelly-Cup-Sieger Reading Royals | Torhüter: Riley Gill, Mark Owuya Verteidiger: Brett Flemming, Dominic Jalbert, Mark Mitera, Bryant Molle, Bobby Shea, Brock Shelgren, Dustin Stevenson, Patrick Wellar Angreifer: Barry Almeida, Evan Barlow, Alex Berry, Julien Cayer, Joël Champagne, Ethan Cox, Stanislaw Galijew, Nikita Kaschirski, Kirk MacDonald, Ian O’Connor, T. J. Syner, Yannick Tifu, David Vallorani Cheftrainer: Larry Courville Assistenztrainer: Tim Branham |

## Vergebene Trophäen
| Auszeichnung                                                                   | Spieler          | Team                     |
| ------------------------------------------------------------------------------ | ---------------- | ------------------------ |
| John Brophy Award Bester Trainer                                               | Jarrod Skalde    | Cincinnati Cyclones      |
| ECHL Most Valuable Player Bester Spieler der regulären Saison                  | Ryan Zapolski    | South Carolina Stingrays |
| Kelly Cup Playoffs Most Valuable Player Bester Spieler der Playoffs            | Riley Gill       | Reading Royals           |
| ECHL Rookie of the Year Bester Rookie der regulären Saison                     | Ryan Zapolski    | South Carolina Stingrays |
| ECHL Goaltender of the Year Bester Torwart der regulären Saison                | Ryan Zapolski    | South Carolina Stingrays |
| ECHL Defenseman of the Year Bester Verteidiger der regulären Saison            | Sacha Guimond    | Gwinnett Gladiators      |
| ECHL Leading Scorer Bester Scorer der regulären Saison                         | Mathieu Roy      | Florida Everblades       |
| ECHL Plus Performer Award Spieler mit der besten Plus/Minus-Bilanz             | Matt Case        | Idaho Steelheads         |
| ECHL Sportsmanship Award Hoher sportlicher Standard und vorbildliches Benehmen | Randy Rowe       | Toledo Walleye           |
| Kelly Cup Gewinner der ECHL-Playoffs                                           | Reading Royals   | Reading Royals           |
| Henry Brabham Cup Bestes Team der regulären Saison                             | Alaska Aces      | Alaska Aces              |
| E. A. „Bud“ Gingher Memorial Trophy Bestes Team der Western Conference         | Reading Royals   | Reading Royals           |
| Bruce Taylor Trophy Bestes Team der Eastern Conference                         | Stockton Thunder | Stockton Thunder         |

### All-Star-Teams
| First All-Star Team | First All-Star Team                                 |
| ------------------- | --------------------------------------------------- |
| Angriff:            | Michael Forney – Casey Pierro-Zabotel – Mathieu Roy |
| Verteidigung:       | Matt Case – Sacha Guimond                           |
| Tor:                | Ryan Zapolski                                       |

| Second All-Star Team | Second All-Star Team                               |
| -------------------- | -------------------------------------------------- |
| Angriff:             | Kyle Kraemer – Nick Mazzolini – Colton Yellow Horn |
| Verteidigung:        | Adam Comrie – Nick Tuzzolino                       |
| Tor:                 | Mark Guggenberger                                  |

| All-Rookie Team | All-Rookie Team                                 |
| --------------- | ----------------------------------------------- |
| Angriff:        | Mario Lamoureux – David Pacan – David Vallorani |
| Verteidigung:   | Cameron Burt – Sacha Guimond                    |
| Tor:            | Ryan Zapolski                                   |